# Leo Borg
Leo Borg (* 15. Mai 2003 in Stockholm) ist ein schwedischer Tennisspieler.

## Karriere
Borg spielte bis 2021 auf der ITF Junior Tour. Dort konnte er mit Rang 12 seine höchste Notierung in der Jugend-Rangliste erreichen. Bei drei der vier Grand-Slam-Turniere stand er im Hauptfeld. Sein bestes Resultat im Einzel war dabei das Achtelfinale in Roland Garros 2021. 
Seit 2020 spielt Borg Profiturniere. Aufgrund seines Namens erhielt er von Anfang an Wildcards bei Turnieren der ATP Challenger Tour, wo er bei fünf Turnieren aber noch keinen Satz gewinnen konnte. Im Doppel kam er bei fünf Challenger-Matches noch zu keinem Sieg. Sein bislang größtes Turnier spielte Borg 2021 in Stockholm, wo er dank einer Wildcard erstmals im Hauptfeld eines ATP-Tour-Events stand. Im Match gegen Tommy Paul blieb er abermals chancenlos. Durch erste Siege ab 2021 auf der drittklassigen ITF Future Tour schaffte Borg erstmals, sich in der Weltrangliste zu platzieren.

## Persönliches
Leo Borg ist der Sohn von Björn Borg, dem elfmaligen Grand-Slam-Sieger und der ehemaligen Nummer 1 der Welt.